# Хризостом (Пицис)
Митрополит Хризостом (греч. Μητροπολίτης Χρυσόστομος, в миру Нико́лаос Пи́цис греч. Νικόλαος Πίτσης; 31 марта 1967, Кос, Додеканес, Греция) — епископ Константинопольской православной церкви, митрополит Симийский (с 2018), ипертим и экзарх Южного Эгейского моря.

## Биография
Родился 31 марта 1967 года на острове Кос в семье Димосфениса и Элени. Был третьим ребёнком.
В 1981 году был зачислен в лицей «Афониад» в административном центре Афона Карье, а позднее окончил богословский институт Афинского университета. На Благовещение 1985 года, на Афоне, был пострижен в монашество настоятелем монастыря Ставроникита архимандритом Василием (Гондикакисом).
8 апреля 1991 года епископом Родостольским Хризостомом (Анагностопулосом) был рукоположен в сан иеродиакона.
25 сентября 1995 года митрополитом Севастийским Димитрием (Комматасом) был рукоположен в сан иеромонаха.
В 1998 году вернулся на родину, где был священником в приходе святого апостола Павла, а с 2004 года — в приходе святой Параскевы на острове Сими.
7 февраля 2018 года Священным Синодом Константинопольской православной церкви был избран для рукоположение в сан митрополита Симийского.
11 февраля 2018 года в Патриаршем храме Святого Георгия на Фанаре хиротонисан во епископа Симского с возведением в сан митрополита. Хиротонию совершили: Патриарх Варфоломей, митрополит Севастийский Димитрий (Комматас), митрополит Родосский Кирилл (Койеракис), митрополит Косский и Нисирский Нафанаил (Диакопанайотис), митрополит Каллиопольский и Мадитский Стефан (Динидис), митрополит Прусский Елпидифор (Ламбриниадис) и митрополит Иерапитнийский и Ситийский Кирилл (Диамантакис).